# دانشگاه جانسون
دانشگاه جانسون یک دانشگاه خصوصی مسیحی است که پردیس اصلی آن در کیمبرلین هایتس، تنسی و پردیس دوم در کیسیمی، فلوریدا است. این دانشگاه وابسته به کلیساهای مسیحی است که شاخه ای از جنبش بازسازی است.
زمانی که اشلی جانسون این مدرسه را در سال ۱۸۹۳ تأسیس کرد، این مدرسه توسعه‌ای از کالج انجیل مکاتبه بود. این مدرسه در سال ۱۹۰۹ پس از درخواست دانش آموزان مبنی بر نامگذاری مدرسه به نام مؤسس اشلی جانسون، به کالج کتاب مقدس جانسون تغییر نام داد. این نام به مدت ۱۰۲ سال مورد استفاده قرار گرفت تا اینکه کالج در ۱ ژوئیه ۲۰۱۱ به دانشگاه جانسون تبدیل شد.